# 宮武剛
宮武 剛（みやたけ たけし、1943年10月2日 - ）はジャーナリスト、ペンネームは宮武 剛（みやたけ ごう）。学校法人日本リハビリテーション学舎元理事長・顧問。

## 人物
1943年、京都府京都市中京区生まれ。京都府立朱雀高等学校を経て、早稲田大学第一政経学部卒業。在学中に大宅壮一の「東京マスコミ塾」第1期生で学ぶ。1968年毎日新聞社入社。同社西部本社報道部、東京本社社会部、同副部長、論説委員、科学部長、論説副委員長を経て、1999年に新設の埼玉県立大学保健医療福祉学部教授、2007年に目白大学大学院で新設の生涯福祉研究科教授に就任。2015年から一般財団法人日本リハビリテーション振興会理事長、2019年に学校法人日本リハビリテーション学舎に組織替えし理事長を務め、2022年5月退任、顧問を経て理事就任。
社会保障制度を専攻し、旧厚生省・人口問題審議会委員、旧労働省・労災保険審議会公益代表、厚労省・社会保障審議会委員、財務省・財政制度等審議会委員、首相諮問機関・社会保障国民会議第1分科会委員、同・社会保障制度改革国民会議委員などを歴任。

## 社会における活動（▲印は任期満了）
日本リハビリテーション学舎理事、キリン福祉財団理事、介護労働安定センター理事、毎日新聞東京社会事業団理事・(東日本大震災遺族対象の）毎日希望奨学金選考委員長、
日本臨床倫理学会理事、勇美記念財団理事、▲生命保険文化センター理事、SOMPO福祉財団評議員、日本医療機能評価機構評議員、清水基金評議員、▲年金シニアプラン総合研究機構評議員、全国社会福祉協議会▲理事、▲同会発行「月刊福祉」編集委員長、▲東京都国保団体連合会介護保険苦情処理委員長、NPO福祉フォーラム・ジャパン副会長、毎日新聞客員編集委員、福祉新聞論説委員。 

## 著書
- 『将軍の遺言･遠藤三郎日記』毎日新聞社、1986年。ISBN 4620303569
- 『介護保険とは何か＝福祉･医療の変革を迫る新しいシステム＝』保健同人社、1995年。ISBN 4832701746
- 『介護保険のすべて＝社会保障再編成の幕開け＝』保健同人社、1997年。ISBN 4832702041 （同著で日本労働ペンクラブ特別賞受賞）
- 『Social Security in Japan』フォーリンプレスセンター、2006年。ISSN 2186-0289
- 『介護保険の再出発＝医療を変える・福祉も変わる＝』保健同人社、2006年。ISBN 483270317X
- 『年金のすべて』毎日新聞社、2007年。ISBN 4620314625

## 主な監修、共編著
- 『現代の社会福祉100の論点』（監修･共著）全国社会福祉協議会、2010年。（月刊福祉100年記念増刊号）
- 『現代の社会福祉100の論点Ⅱ』（監修･共著）全国社会福祉協議会、2012年。（月刊福祉増刊号）
- 『消費者からみた介護保険Q＆A』国民生活センター編、中央法規出版、1998年。ISBN 4805817690
- 『大学病院ってなんだ』（共著）新潮社、1994年。ISBN 4104023019 98年に新潮文庫収載、ISBN 4101468214
- 『患者、国民のための医療改革』社会保険研究所、2005年。ISBN 9784789402101
- 『社会保障論』（共著）全国社会福祉協議会、2000年～2023年。（毎年度改定） 2023年度版 ISBN 9784793514142

## 主な連載
- 「宮武剛の社会保障言論」月刊・健康保険（健保連発行）2000年4月～2020年3月　20年間連載
- ハートネットTV「社会保障70年の歩み」（2015年8月～現在。第1回「首相への挑戦状」～第14回「ウサギとカメ」）
- ハートネットTV「社会保障ってなんだ」（2021年4月～現在。第１章生活保護～第6章子育て支援）
- 福祉新聞「論説」2013年4月～現在（毎月1回掲載）
- 毎日新聞「暮らしの明日・私の社会保障論」2014年4月～2020年3月（毎月1回掲載）
- コラム「外野席から」週刊・社会保障（法研発行）2013年4月～2015年3月、2020年4月～現在

## 出演
NHK教育テレビジョン（Ｅテレ）のハートネットTV「福マガ」（福祉マガジン）の編集長（キャスター）を2012年から2年余務めた。